# Tucà gorjagroc
El tucà gorjagroc (Ramphastos citreolaemus) és una espècie d'ocell que habita la selva del nord de Colòmbia i nord-oest de Veneçuela.
Considerada una subespècie de Ramphastos vitellinus, va ser separada en la seua pròpia espècie a l'obra de Hilty, 2003.